# Frederick Judd Waugh

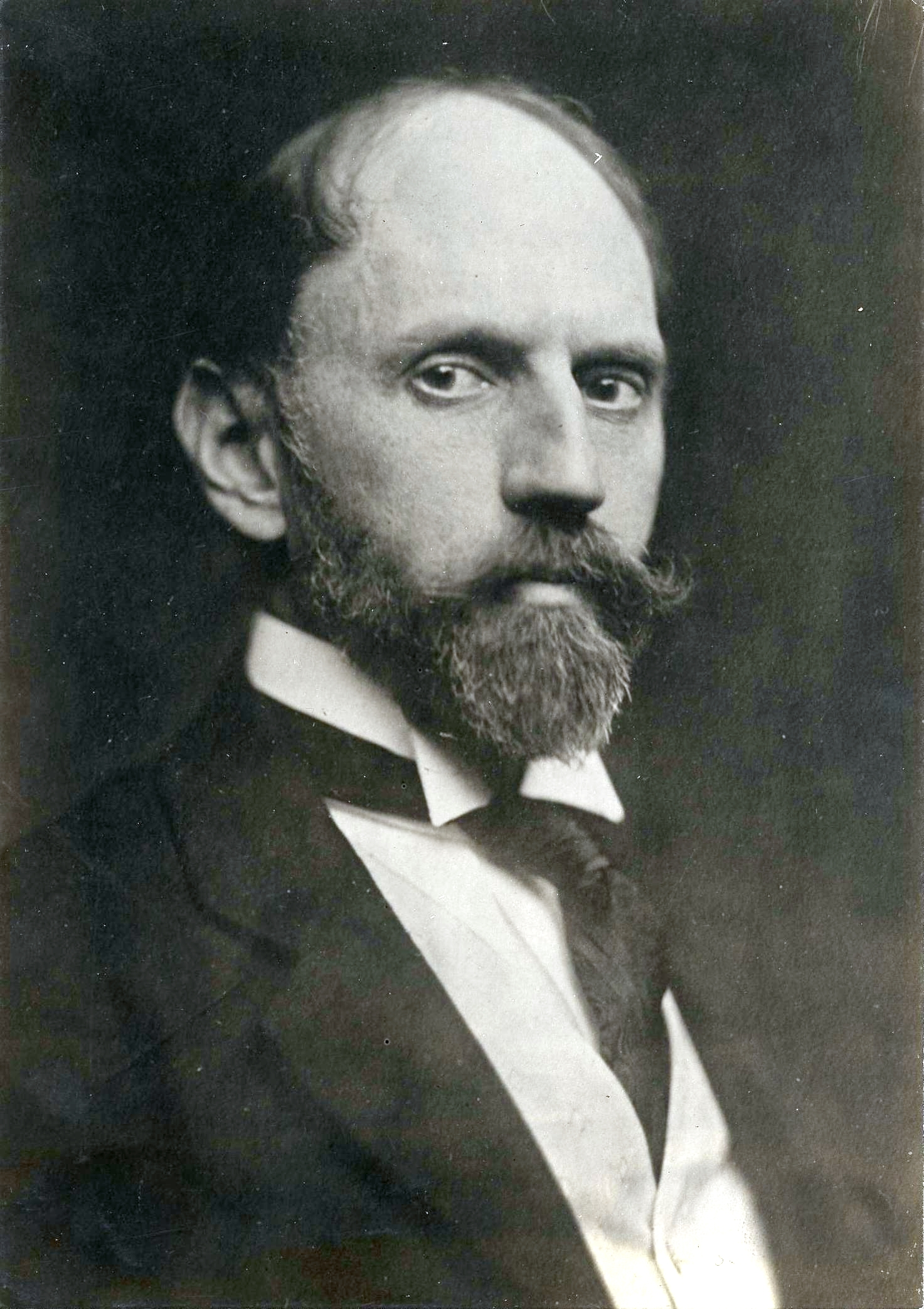
Frederick Judd Waugh

Frederick Judd Waugh (* 13. September 1861 in Bordentown, New Jersey; † 10. September 1940 in Provincetown, Massachusetts) war ein US-amerikanischer Maler, Illustrator und Autor. Besondere Bekanntheit erlangte der Künstler mit dem Beinamen „The Wizard“ als Marinemaler und gehörte in diesem Genre ab Anfang des 20. Jahrhunderts zu den bedeutendsten Vertretern seiner Generation. Der weit gereiste Waugh war Mitglied der National Academy of Design und half im Ersten Weltkrieg der United States Navy bei der Camouflage von Schiffen.

## Leben

### Jugend und Ausbildung

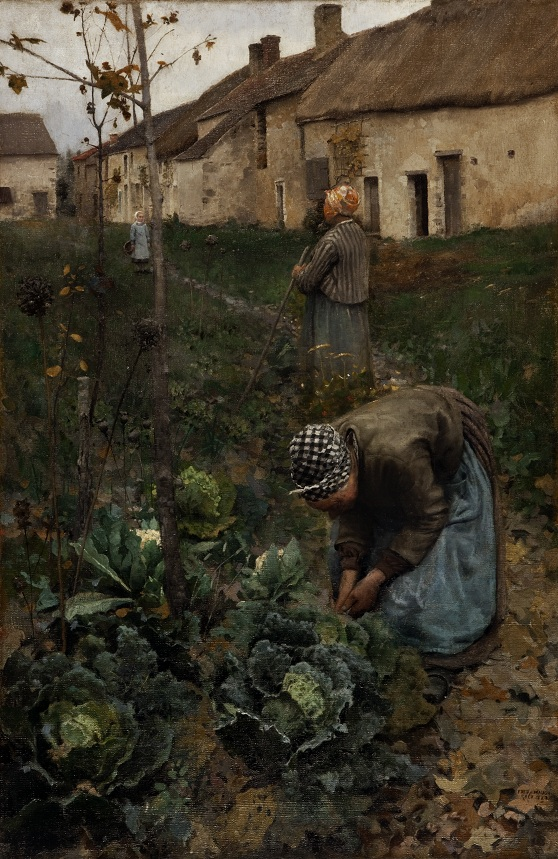
Peasant Landscape, eines der ersten Werke Waughs

Frederick Judd Waugh kam 1861 als Sohn des Porträt- und Landschaftsmalers Samuel Bell Waugh (1841–1885) und der Miniaturmalerin Mary Elizabeth Waugh (geb. Young) in Bordentown, New Jersey, zur Welt. Er hatte eine Halbschwester namens Ida († 1919), die als Figurenmalerin wirkte. Waugh wuchs in Philadelphia auf und besuchte dort öffentliche Schulen und eine Militärakademie. Erste künstlerische Erziehung erfuhr er durch seinen Vater. Ab 1880 studierte er drei Jahre lang unter Thomas Eakins und Thomas Pollock Anshutz an der Pennsylvania Academy of the Fine Arts. Im Sommer 1882 unternahm er eine erste Europareise, die ihn nach Paris und in die französische Provinz führte, wo er sich hauptsächlich in der Landschaftsmalerei übte. 1883 wechselte Waugh an die Pariser Académie Julian und lernte dort unter William Adolphe Bouguereau und Tony Robert-Fleury. Im folgenden Jahr stellte er erstmals im Salon de Paris aus und schickte einige seiner Malereien an Ausstellungen der Pennsylvania Academy, der National Academy of Design und des Art Institute of Chicago. Im Sommer malte er in der Künstlerkolonie Grez-sur-Loing und in der Bretagne. 1885 kehrte er anlässlich des bevorstehenden Todes seines Vaters nach Philadelphia zurück.

### Anfänge als Marinemaler
Die folgenden sieben Jahre verbrachte Waugh in seiner Heimatstadt und fertigte Porträts und kommerzielle Arbeiten an. 1892 heiratete er seine ehemalige Kommilitonin Clara Eugenie Bunn, mit der er zwei Kinder haben sollte. Nach einer Reise durch England und Schottland wirkte er in einem Pariser Atelier, wo er unter anderem das heute verschollene Bild Consider the Lilies malte. Er schenkte es einer Kirche, die ihm im Gegenzug finanzielle Unterstützung für eine Reise auf die Kanalinsel Sark gewährte. Von 1893 bis 1895 lebte Waugh auf der Insel und begann sich dort auf die Marinemalerei zu fokussieren. Sein dort entstandenes Gemälde La Grande Greve wurde 1894 von der Royal Academy of Arts ausgestellt. Im Anschluss arbeitete er rund neun Monate in St Ives (Cornwall), wo er sich ein Atelier mit einer anderen Künstlerin teilte. Es folgten mehrjährige Aufenthalte in Bedfordshire und Hendon, wo er sich nebenbei als Illustrator für The Graphic und das Hamsworth Magazine betätigte. Bis 1907 lebte er mit seiner Familie in London, malte aber weiterhin Seestücke in seinem Studio in St Ives. Nachdem einige seiner Werke für eine Ausstellung in der Royal Academy abgelehnt worden waren, kehrte er zurück in die Staaten.

### Durchbruch

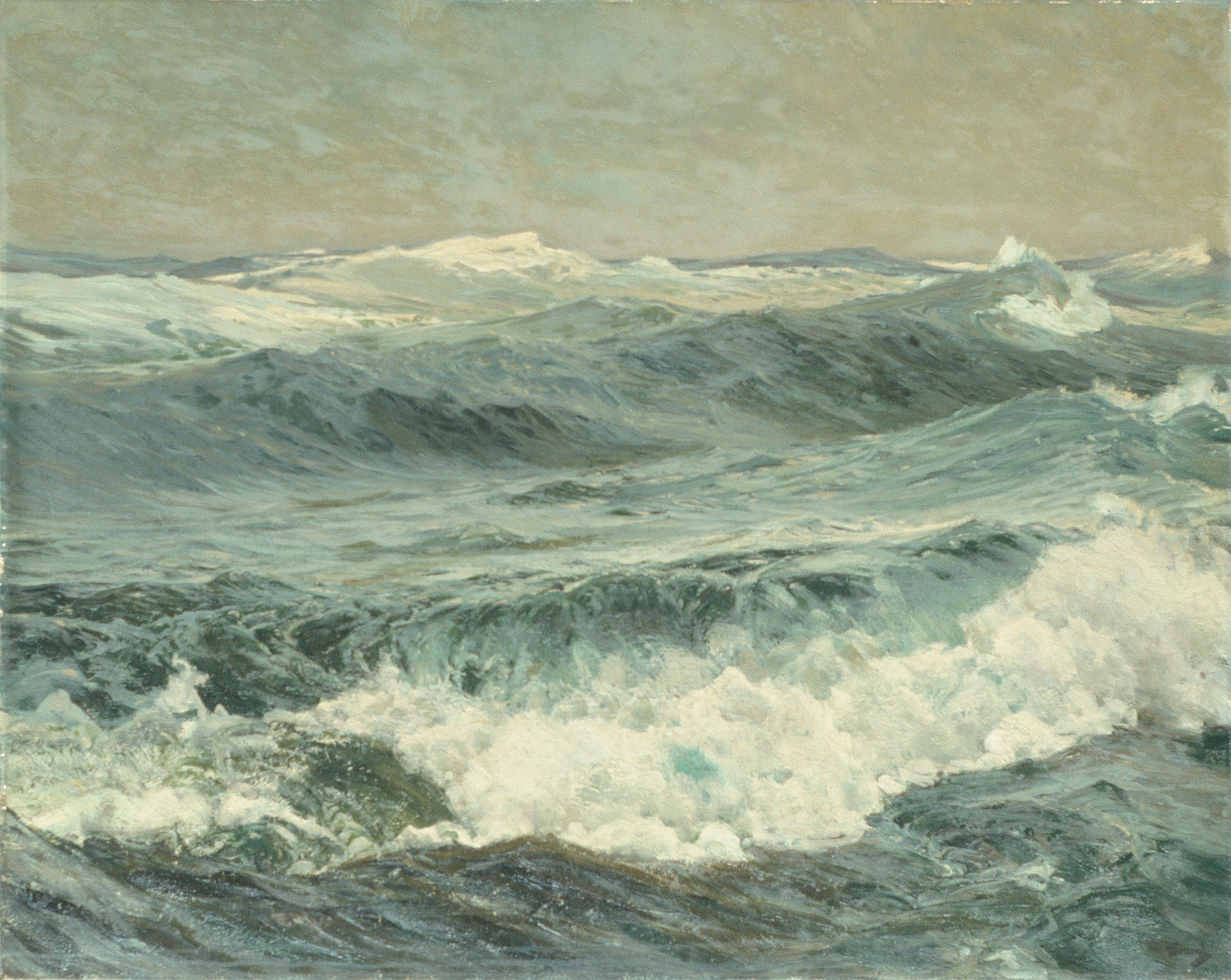
Waughs wohl bekanntestes Werk The Roaring Forties (1908)

Nach dem 15-jährigen Auslandsaufenthalt lebte er zunächst bei Verwandten in Elizabeth, New Jersey, und dann unter der Schirmherrschaft eines Kunstsammlers in Montclair. Dieser ermöglichte Waugh die Aufgabe seiner Tätigkeit als Illustrator, womit er sich vollständig auf die Marinemalerei konzentrieren konnte. Im Januar 1908 malte er in einem New Yorker Atelier sein bekanntestes Seestück The Roaring Forties, das eine Ansicht des stürmischen, mittleren Atlantiks zeigt. Ein Mäzen erwarb das Bild und ließ es im Metropolitan Museum präsentieren, was dem Maler erstmals große öffentliche Aufmerksamkeit einbrachte.
1909 wurde Waugh als assoziiertes und zwei Jahre später als vollwertiges Mitglied in die National Academy of Design aufgenommen. Seine erste Soloausstellung im Jahr 1910 zeigte Bilder, die er in den beiden Jahren davor auf Bailey Island im Bundesstaat Maine gemalt hatte. Sein ambitioniertes Piratenbild The Buccaneers gewann im selben Jahr den Thomas-B.-Clarke-Preis der Academy. 1915 zog er nach Kent, Connecticut, wo er bis 1927 lebte. Die Sommer verbrachte er häufig auf Monhegan und ließ sich davon zu seinem einzigen Buch The Clan of Munes (1916) inspirieren. 1921 verfügte jedes große Kunstmuseum der USA über mindestens eines seiner Gemälde.

### Spätere Jahre

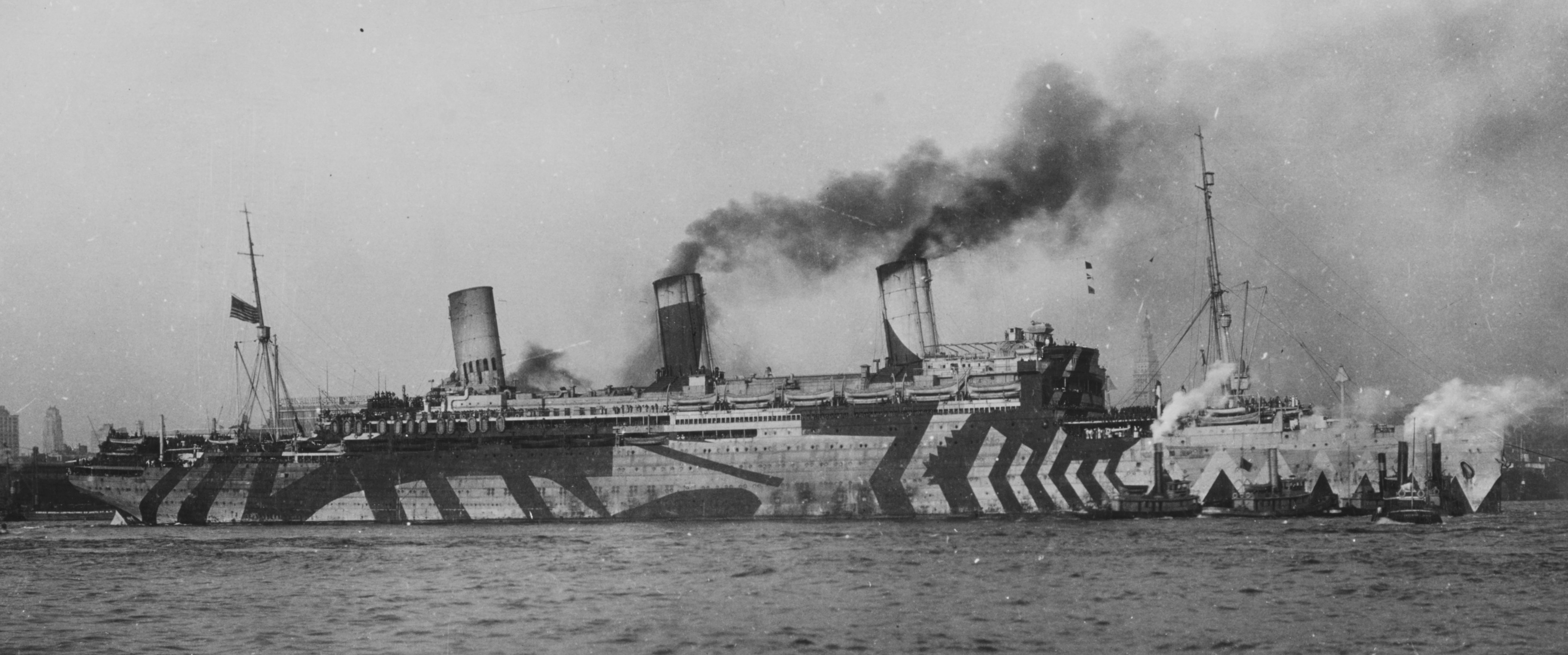
Truppentransporter USS Leviathan in Dazzle camouflage (1918)

Im Ersten Weltkrieg war Frederick J. Waugh in ein Projekt der US Navy zur Tarnung von Meeresschiffen involviert. Er wurde 1918 aufgrund seiner Mitgliedschaft in der Academy of Design als Camouflage-Designer in die zuständige Abteilung in Washington, D.C. einberufen und wirkte dort unter der Leitung seines Malerkollegen Everett L. Warner. Laut George Remington Havens blieb von allen Schiffen, an denen Waugh mitgewirkt hatte, darunter der Truppentransporter USS Leviathan, lediglich eines verschollen.
Waugh nutzte seine nunmehrige Reputation zur Erstellung neuen Materials und unternahm einige Reisen, unter anderem 1920 in die Karibik und 1922 nach British Columbia. Seinen Lebensabend verbrachte er in Provincetown, Massachusetts, in der Nähe seines Sohnes Coulton (1896–1973), der ebenfalls als Maler arbeitete. Dabei genoss er weiterhin kommerziellen und kritischen Erfolg. Von 1934 bis 1938 gewann er als erster Künstler fünfmal in Folge den Publikumspreis des Carnegie Museums in Pittsburgh.
Wie die New York Times berichtete, starb Frederick Judd Waugh 1940 nach viermonatiger Krankheit kurz vor seinem 79. Geburtstag in seinem Haus in Provincetown.

## Werk

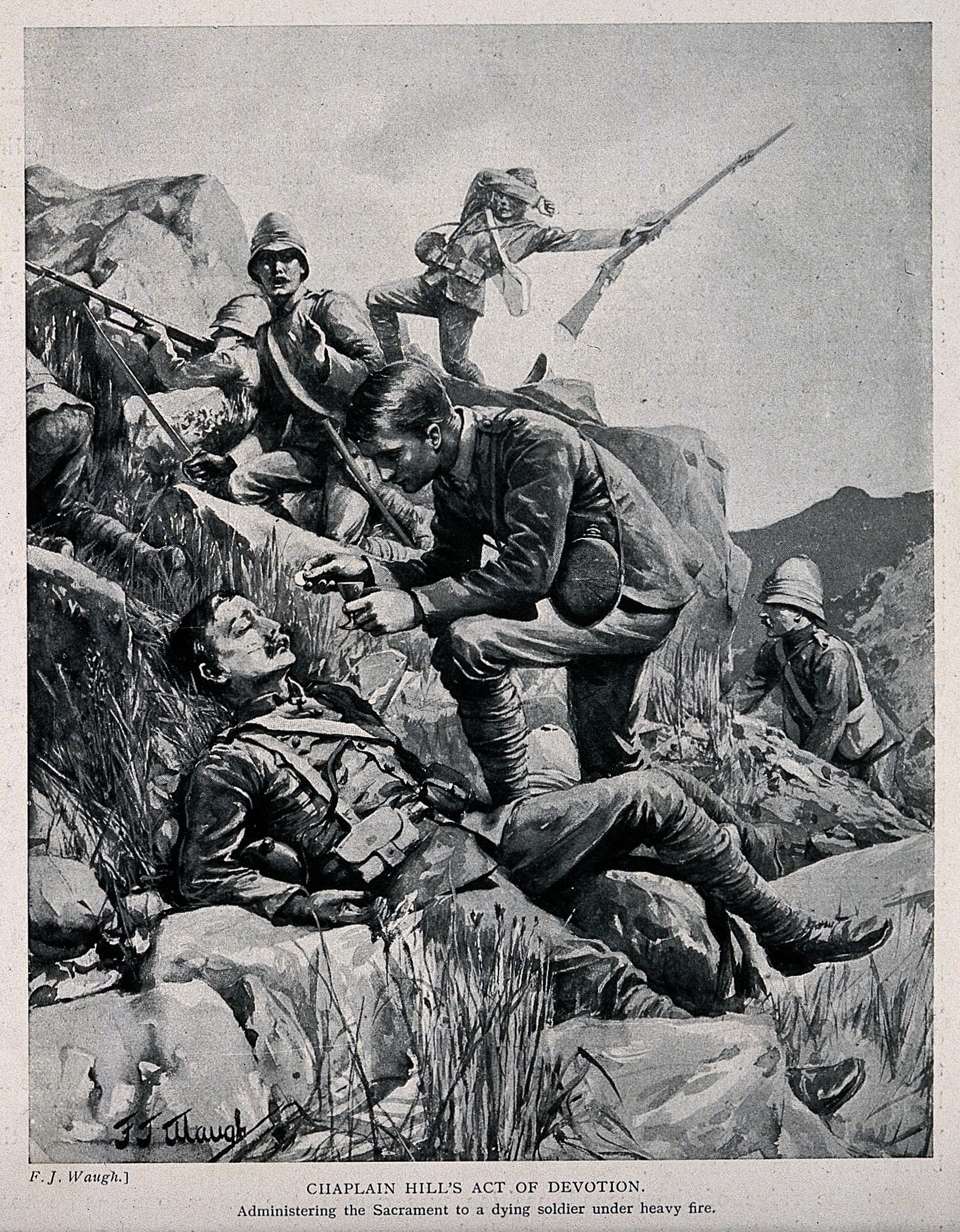
Illustration zum Zweiten Burenkrieg (um 1900)

Frederick Judd Waugh gilt als vielseitiger Künstler, der neben der Ölmalerei auch Exlibris sowie Silber- und Kupfergegenstände entwarf und sich am Häuserbau beteiligte. Waughs bedeutendstes Vermächtnis sind seine zahlreichen Seestücke, die in Europa und Amerika entstanden. Zu seinen häufigsten Motiven gehören Ansichten des offenen Ozeans – vornehmlich des Atlantiks – mit Wellen und Himmel, aber ohne Schiffe oder Küsten. Frühe Werke wie Peasant Landscape (1883) zeigen Einflüsse der realistischen Freilichtmalerei von Jules Bastien-Lepage. In einem Artikel mit dem Titel Some Words Upon Sea Painting (1910) beschrieb der Künstler seine Methodik: Demnach beobachtete er den Ozean und studierte seine Bewegungen, indem er nach „besonders attraktiven Phasen“ suchte. War er einmal intim vertraut mit dem Meer, musste er nicht mehr nach der Natur malen, sondern konnte auch auf sein Gedächtnis zurückgreifen. So malte er etwa The Roaring Forties (1908) basierend auf den Erinnerungen an seine Atlantiküberquerung im vorangegangenen Spätherbst. Gegenüber einem Freund sagte er:

“It is impossible to paint the sea in literal movement or to carry to the nostrils the tang of the salt sea brine (…) yet all these are somehow felt in a work of art.”

„Es ist unmöglich, die See in buchstäblicher Bewegung zu malen oder den Nasenlöchern den Geruch der Salzsole zuzuführen (…) und doch ist all dies irgendwie in einem Kunstwerk zu spüren.“

Waugh bevorzugte die Impasto-Technik mit einer robusten, rauen Dicke auf dem ganzen Bild. Die Farbstoffe sollten so ungemischt wie möglich auf eine Leinwand aufgetragen werden, die mit einem rauen Anstrich dunkler Farbe präpariert wurde. The Roaring Forties etwa, das für ihn den kommerziellen Durchbruch bedeutete, ist von einem breiten Pinselstrich und klaren, grünen Farben geprägt. Neben der Marinemalerei machte sich der Künstler auch als Illustrator einen Namen. Zu seinen bedeutendsten Darstellungen gehören die zwischen 1899 und 1902 entstandenen Bilder des Zweiten Burenkrieges für die britische Zeitschrift The Graphic sowie die zwischen 1914 und 1916 gefertigten Illustrationen für seinen eigenen Fantasy-Roman The Clan of Munes.
Viele seiner Werke befinden sich in den Edwin A. Ulrich Kunstmuseen in Hyde Park, New York, und Wichita, Kansas. Zumindest ein Gemälde hängt in der Church of Saint Mary of the Harbor in seinem Sterbeort Provincetown.

Seestücke (1908–1921)
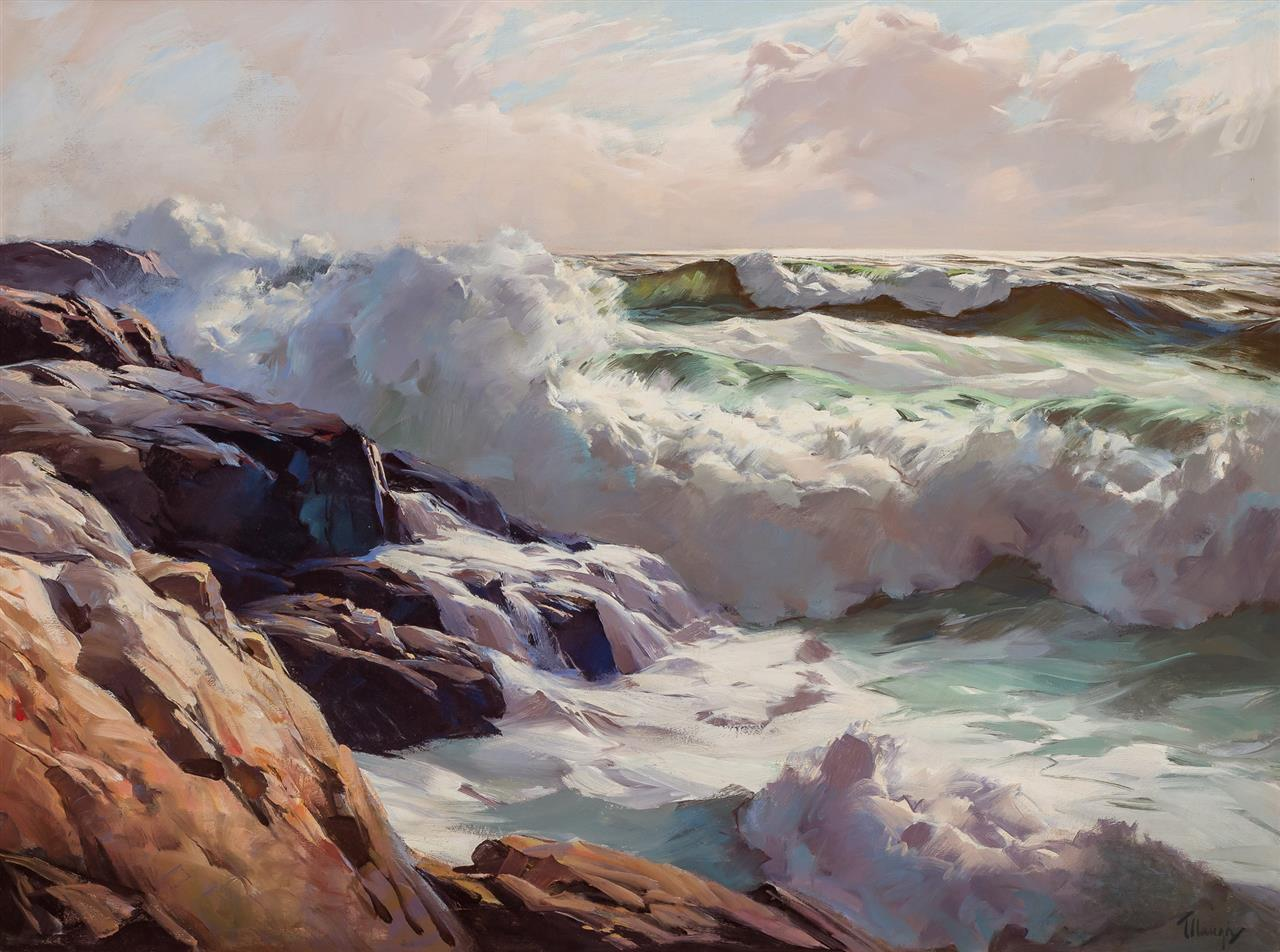
After the Storm
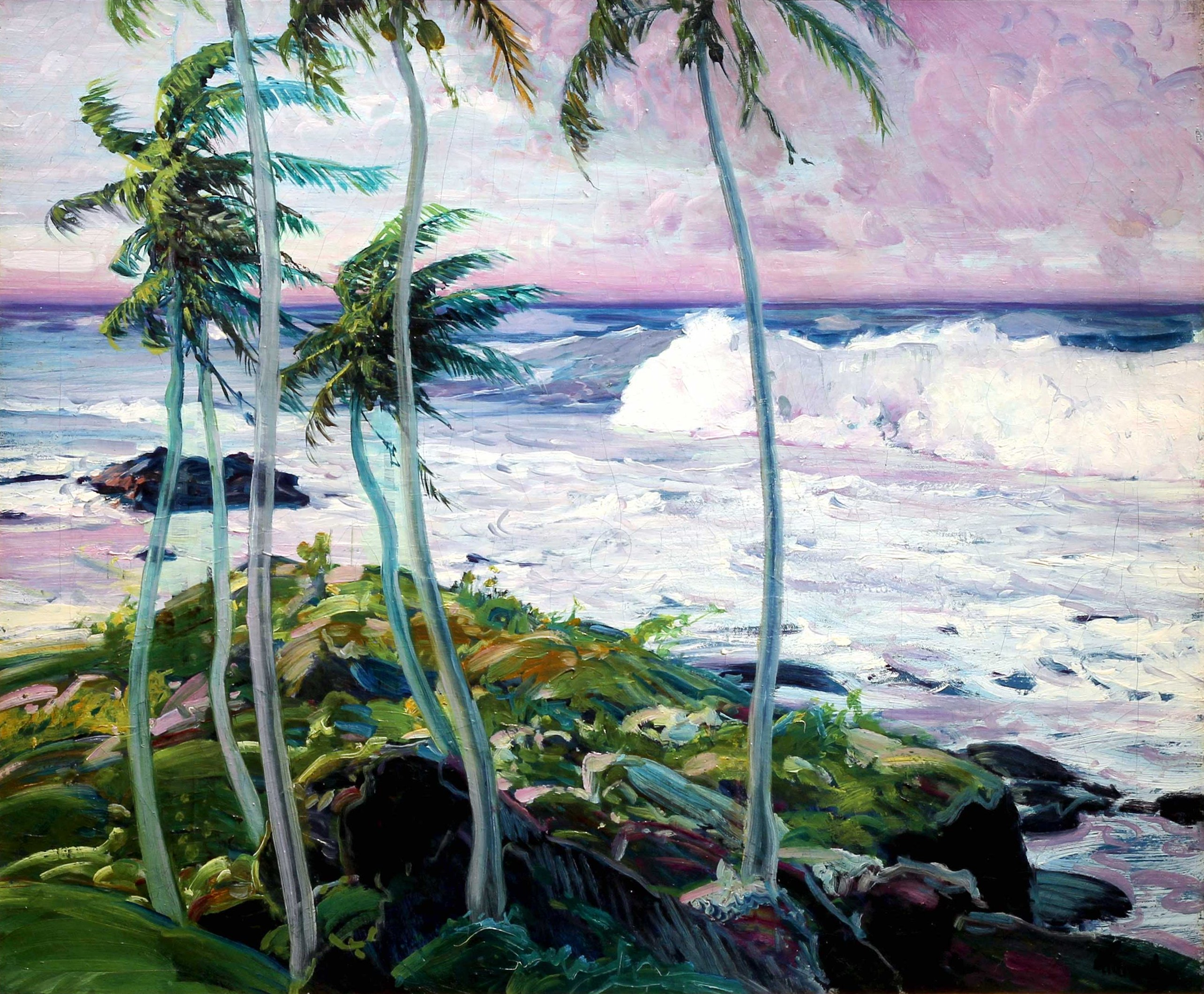
Under the Trade Winds, Barbados
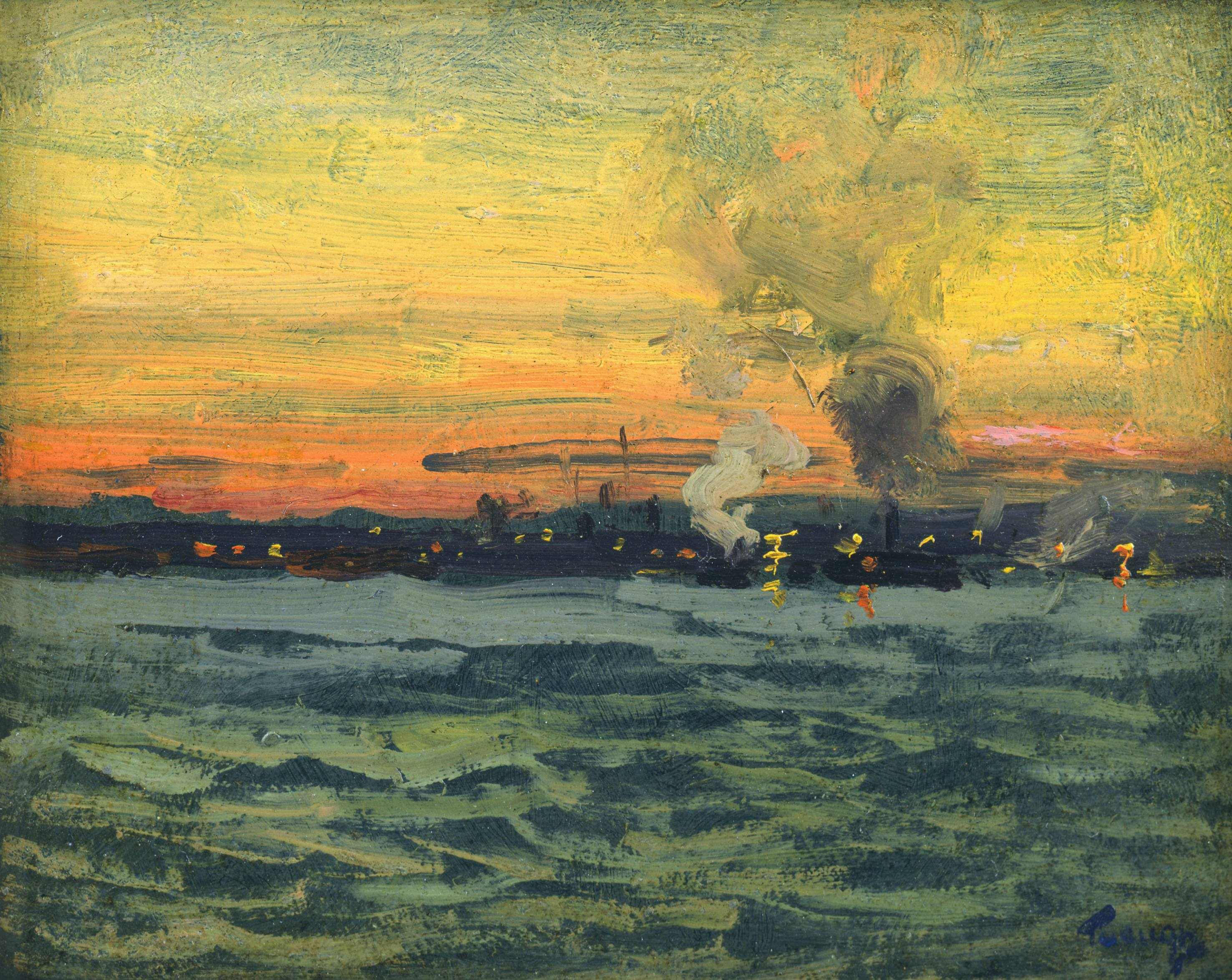
Looking Toward Jersey City
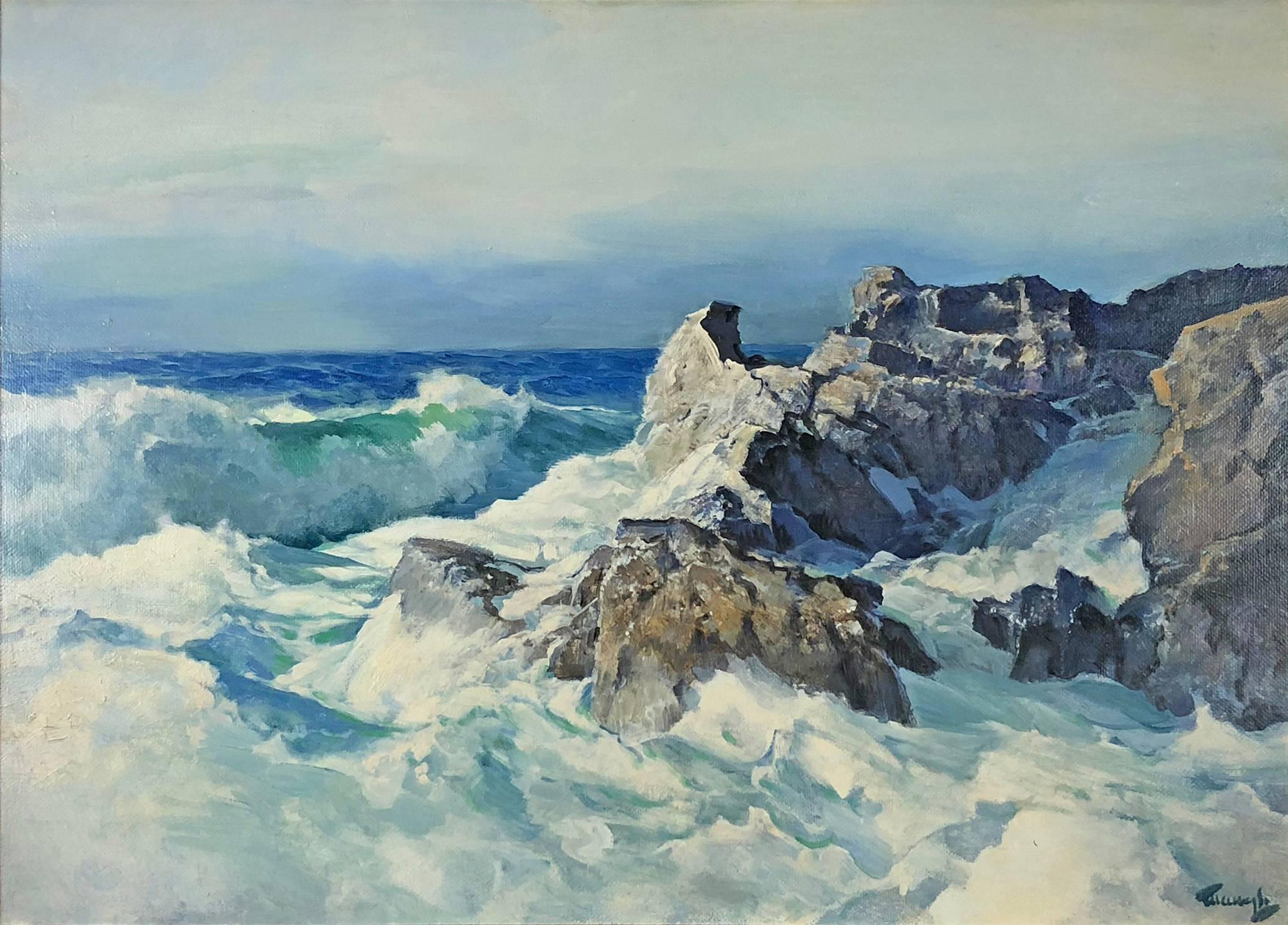
Outermost Point

The Clan of Munes (1914–1916)
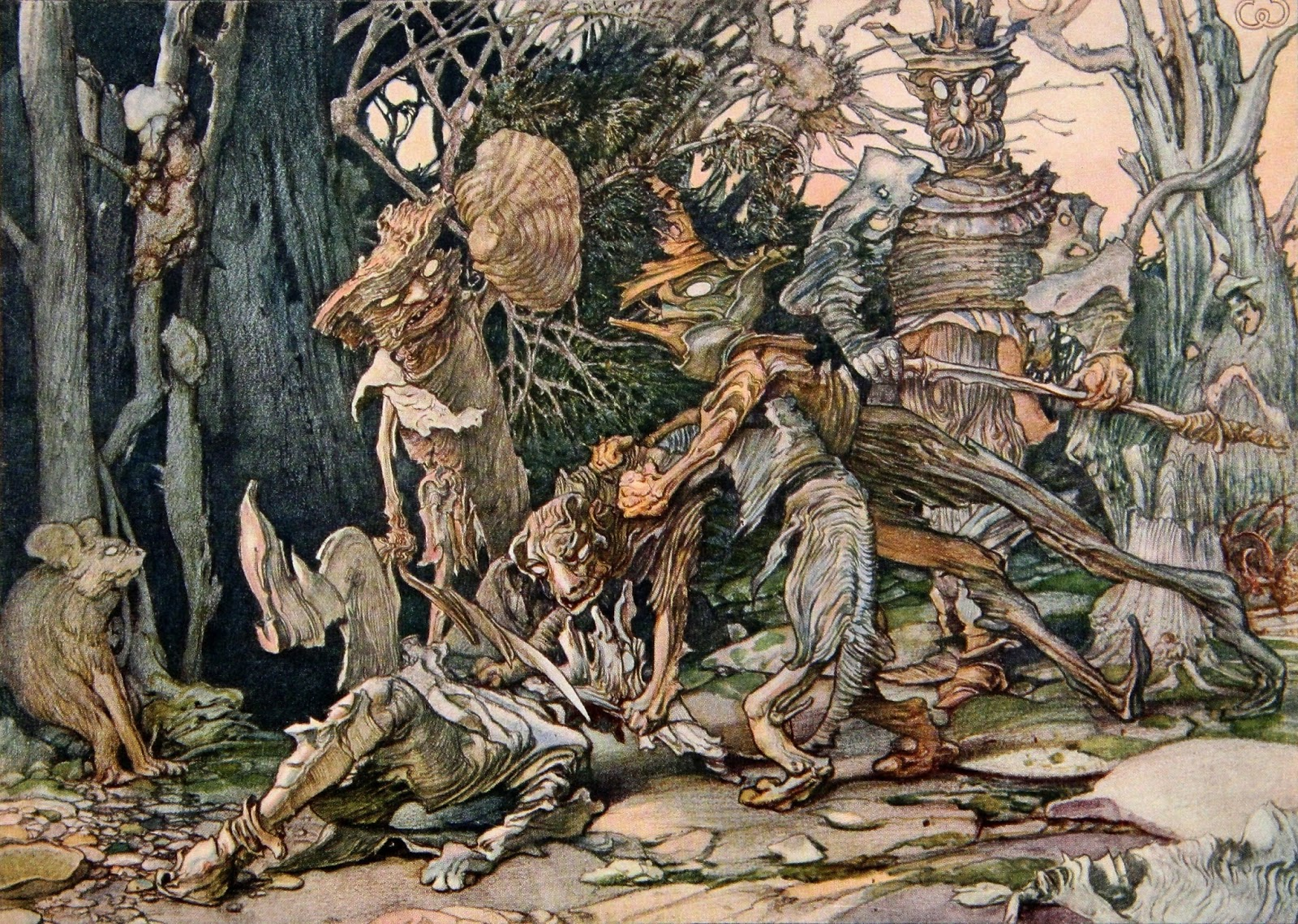
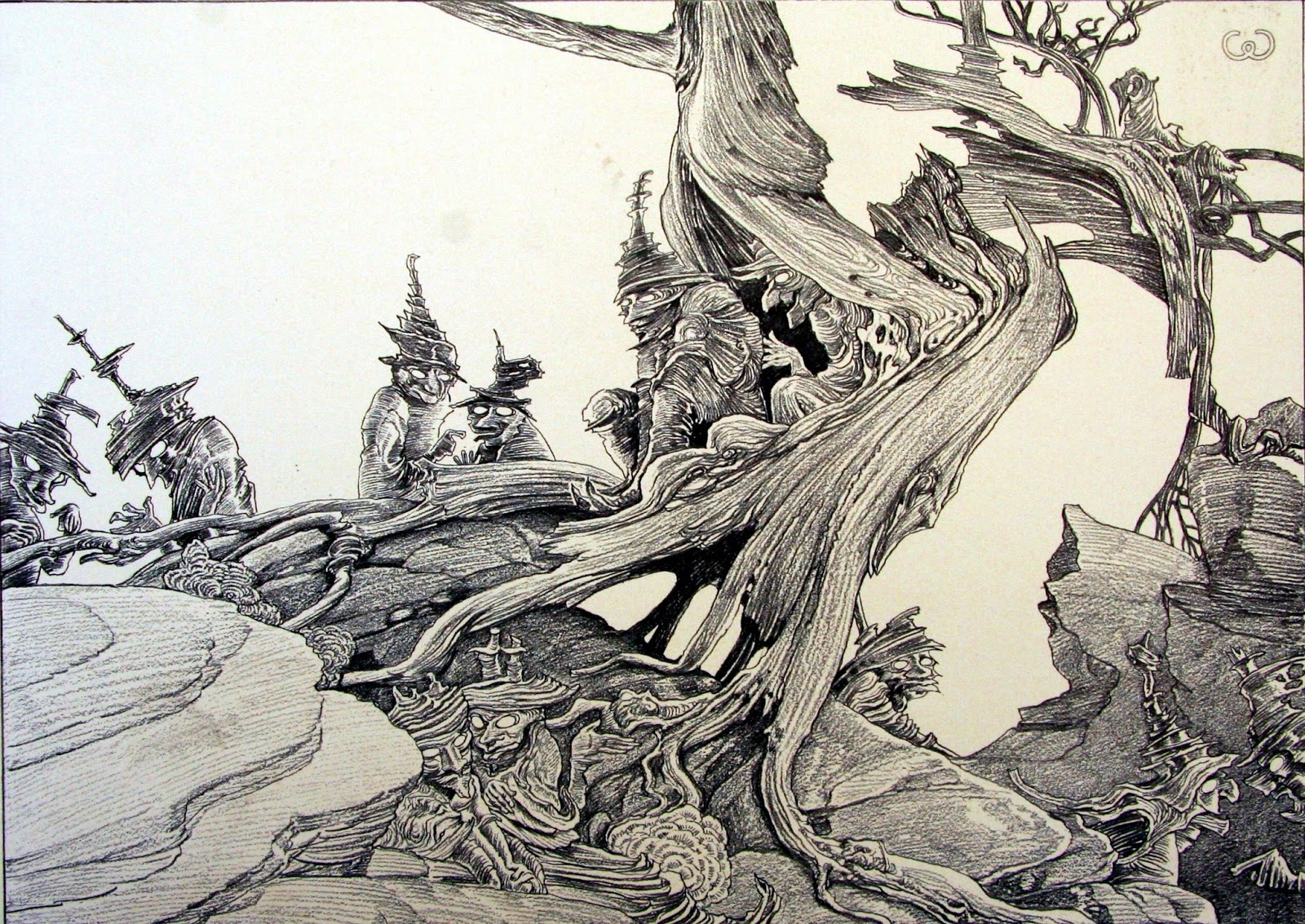
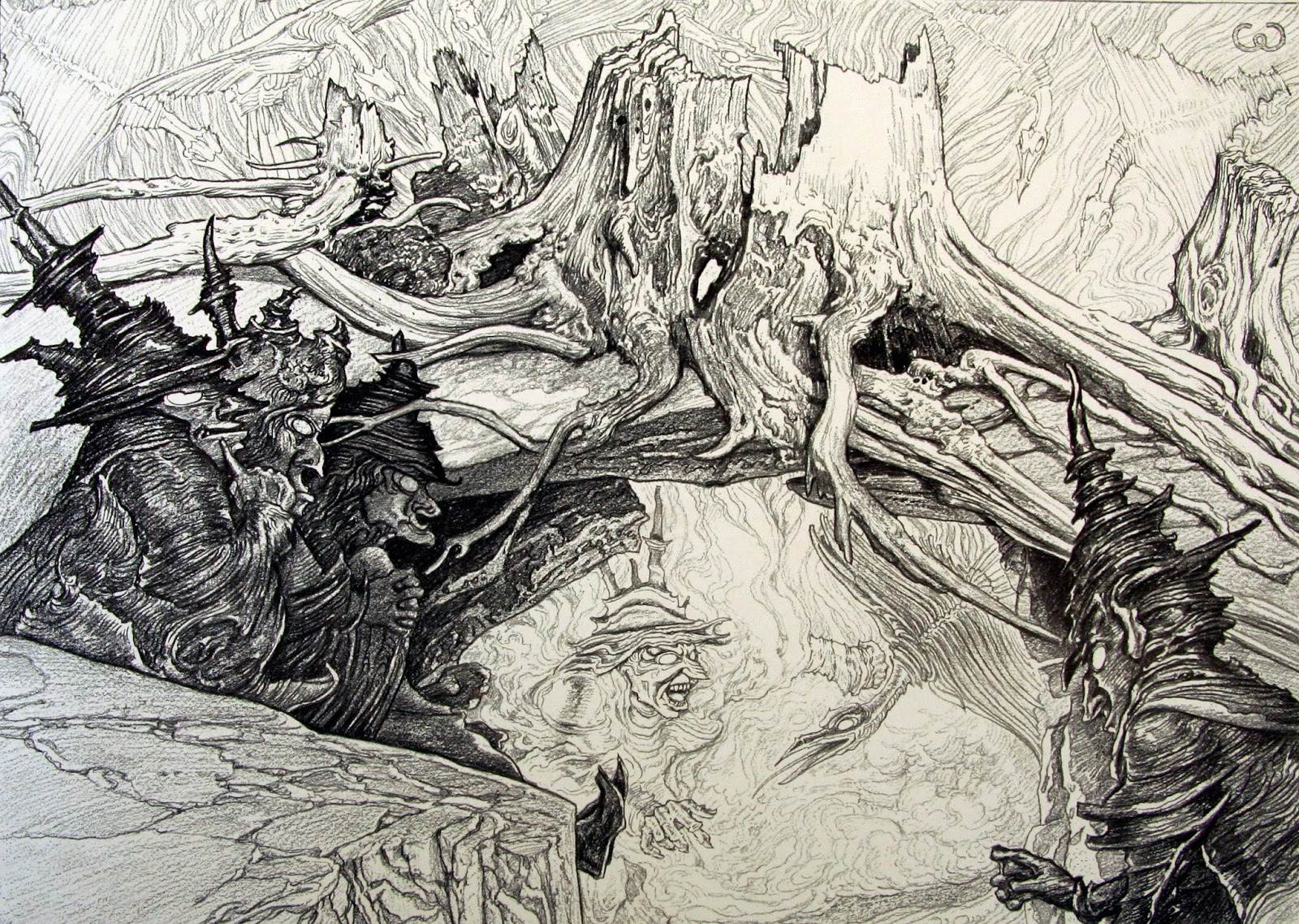
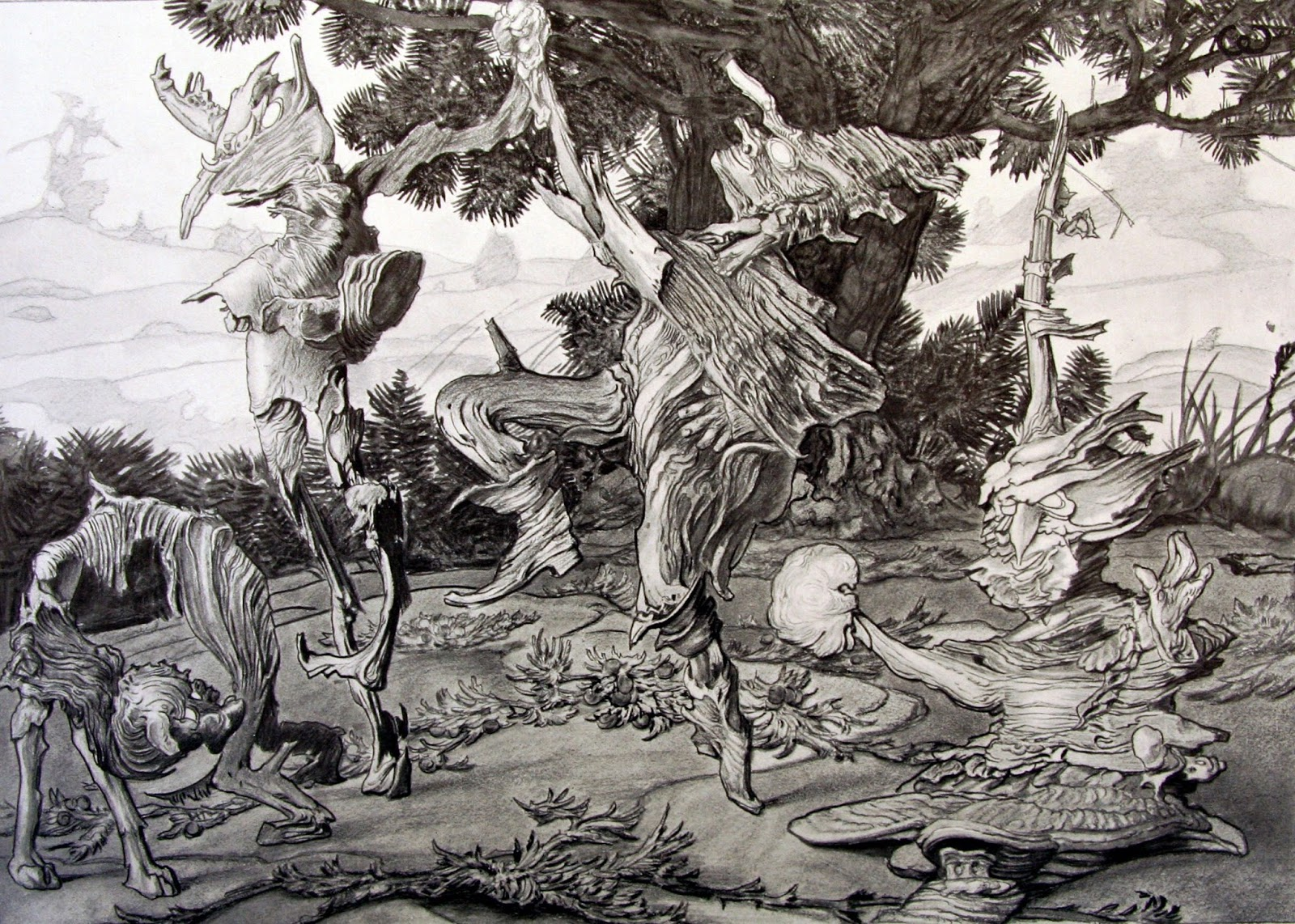
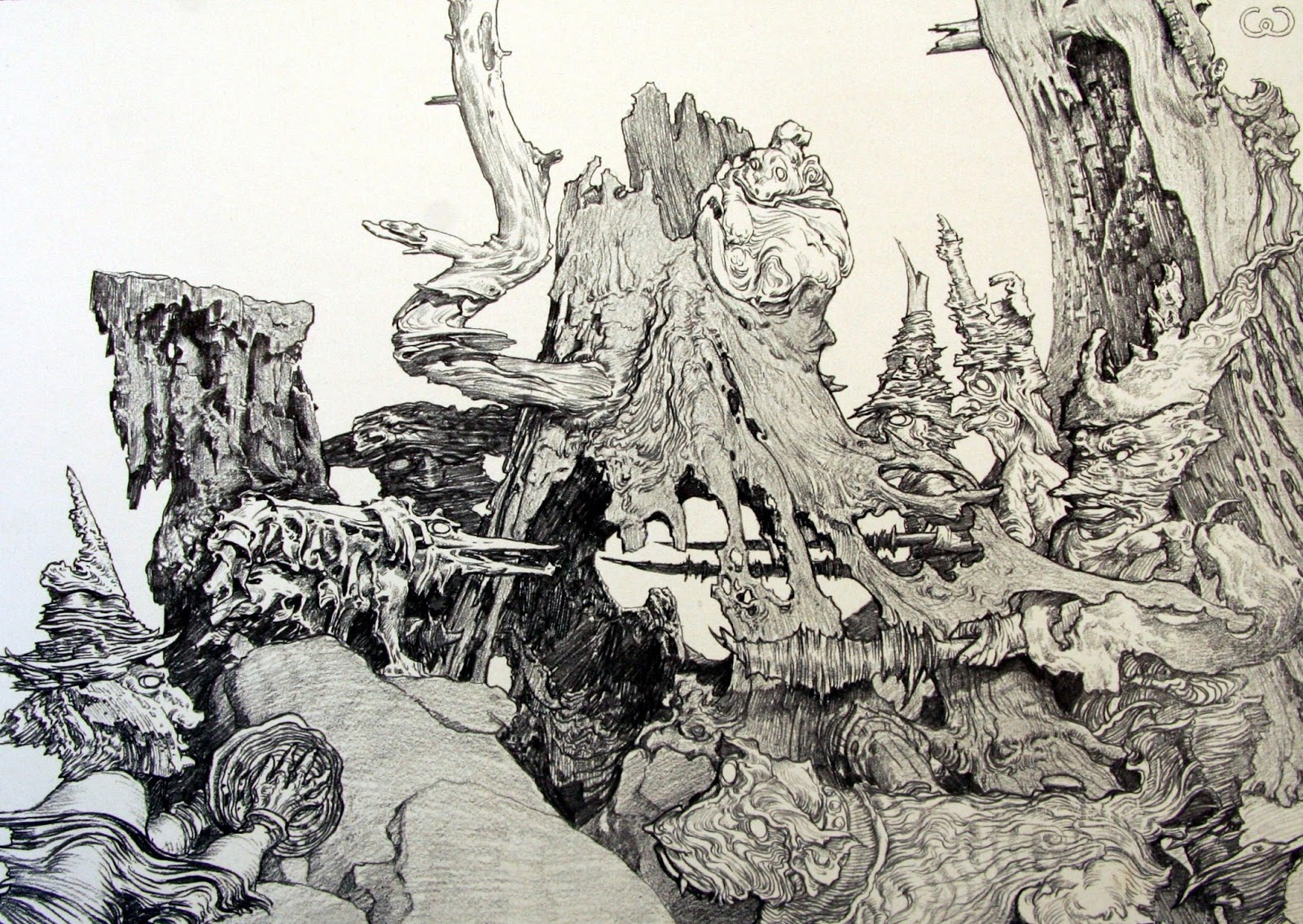

### Werke (Auswahl)
- 1883: Peasant Landscape. Öl auf Leinwand, 90,8 × 60,9 cm.
- 1907: Southwesterly Gale, St. Ives. Öl auf Leinwand, 76,5 × 127,2 cm.
- 1908: The Roaring Forties. Öl auf Leinwand, 121,9 × 152,7 cm.
- 1908: Jersey City at Sunset. Öl auf Tafel, 13,3 × 17,8 cm.
- 1908: Jersey City Waterfront. Öl auf Tafel, 14 × 16,5 cm.
- 1908: Looking Toward Jersey City. Öl auf Tafel, 13,3 × 17,8 cm.
- 1909: At the Base of the Cliff.
- 1909: The Great Deep. Öl auf Leinwand, 152,1 × 182,7 cm.
- 1915: Heavy Surf. Öl auf Leinwand, 71,6 × 91,8 cm.
- 1916: Illustrationen zu The Clan of Munes.
- 1920: Outermost Point. Öl auf Holz, 58,4 × 78,7 cm.
- 1921: Under the Trade Winds, Barbados. Öl auf Leinwand, 63,5 × 76,2 cm.
- 1922: Rum Row. Öl auf Tafel, 81,3 × 73,7 cm.
- 1930: Wild Weather. Öl auf Masonit, 75,9 × 122,2 cm.

Undatiert
- After the Storm. Öl auf Leinwand, 76,8 × 102,2 cm.
- Along the Coast. Öl auf Tafel.
- Crashing Waves.
- Moonrise (Quarter Moon on Tumbling Seas). Öl auf Leinwand.
- The Ocean. Öl auf Leinwand, 100,3 × 125,7 cm.
- Smothering Surf. Öl auf Leinwand.
- Still Life. Öl auf Tafel, 35,6 × 45,7 cm.

## Auszeichnungen
- 1910: Thomas B. Clarke Prize der National Academy of Design
- 1934–1938: Popular Prize des Carnegie Museum of Art